# Delfzijl-West
Delfzijl-West is het gedeelte van Delfzijl wat onder de door Delfzijl lopende spoorlijn en boven het Damsterdiep ligt. In het noorden grenst de wijk aan de wijk Delfzijl-Noord. In het westen grenst de wijk aan de wijk Fivelzigt. De wijk had op 1 januari 2023 circa 3.540 inwoners; in 1995 had de wijk circa 3.940 inwoners.
Het bestaat uit de volgende buurten: Oud West die, alhoewel de wijk gedeeltelijk op de gracht en ravelijnen ligt, ook wel "over de gracht" genoemd, West 1 ook wel "scheepvaartbuurt" genoemd, West 2 ook wel "steenbakkersbuurt" genoemd, Tuikwerderrak en Bosplan Tuikwerderrak.
De buurt Oud West is kort voor en na de Tweede Wereldoorlog gebouwd. Bijzonder is dat deze buurt deels gebouwd is volgende de Amsterdamse School. De andere buurten zijn allemaal van recentere datum.
In Delfzijl-West lag ook het Delfzicht Ziekenhuis tot aan de verhuizing naar het Ommelander Ziekenhuis Groningen in Scheemda. Het ziekenhuis was gebouwd op de plaats van het voormalige gehucht Zeshuizen. Anno 2025 wordt er een nieuwe buurt gebouwd op het ziekenhuisterrein, die de naam 'Park Delfzicht' heeft gekregen. De buurt grenst aan de buurt Tuikwerderrak en het Bosplan Tuikwerderrak.
Aan de Jachtlaan is een winkelcentrum gevestigd. Verder heeft de wijk twee parken, één ervan is het Koningin Wilhelminapark, het andere Bosplan Tuikwerderrak. De sportvelden waarop de voetbalclub NEC Delfzijl speelt liggen ook in Delfzijl-West. De wijk heeft een station aan de spoorlijn Groningen-Delfzijl.